# اتحاد نيبال لكرة القدم
تأسس اتحاد عموم نيبال لكرة القدم في عام 1951م وانضم إلى الاتحاد الدولي لكرة القدم في 1970م ثم انضم إلى الاتحاد الآسيوي لكرة القدم في 1971م.